# El premio mayor
El premio mayor es una telenovela mexicana de Televisa que fue transmitida por El Canal de las Estrellas entre 1995 y 1996. Fue ideada y producida por Emilio Larrosa y escrita por Verónica Suárez y Alejandro Pohlenz. 
Protagonizada por Laura León,  Sergio Goyri y Sergio Sendel coprotagonizada por Sasha Sokol, y con las participaciones antagónicas de Claudio Báez, Lorena Herrera, Martha Julia y Rodrigo Vidal y la actuación especial de Carlos Bonavides.
Cabe destacar que los actores Sasha Sokol y Sergio Goyri dejaron la telenovela a la mitad de las grabaciones.

## Argumento
Huicho Domínguez, un obrero de clase baja mexicana inculto, machista y mujeriego, obtiene el premio mayor de la Lotería Nacional. Compra una mansión de lujo, la llena con ostentosos objetos de mal gusto y comienza a volverse loco con el dinero. De algún modo, deberá encontrar un rumbo entre el seductor halo de su reciente riqueza, y las hermosas cazafortunas que aparecen tras ella, y no perder el amor de Rebeca, su esposa y amor de toda la vida.
Junto a ellos vive Rosario, una buena y noble chica quien fue adoptada por Rebeca y Huicho. Ella recibe humillaciones y maltratos por parte de sus hermanastros y el mismo Huicho. No obstante, Rebeca es buena y dulce con ella al grado de considerarla su propia hija. Rosario tiene como novio a Diego, quien parece ser el ideal y amarla demasiado, pero termina convirtiéndose en su verdugo cuando su jefe, Jorge, un periodista desafortunado en la vida, se enamora de ella por casualidad.
El nuevo rico Huicho comienza a usar su dinero para atraer a las mujeres y tener aventuras con el apoyo de su hijo mayor Luis Gerardo, quien siempre ha estado interesado en Rosario y se convierte en otro obstáculo para el romance entre ella y Jorge, quien tiene dos hermanos, Lorenzo y Sergio. El primero es bueno, noble y apoya la relación de Rosario y su hermano, mientras que el segundo es malvado, tiene envidia de Lorenzo, y junto con su cuñada y amante Antonia y su hija, la sensual y rebelde Deborah, han sido responsables de innumerables fechorías, entre ellas, que Jorge haya perdido a su familia.
Los problemas vienen cuando las aventuras de Huicho empiezan a salir a la luz, principalmente con la sensual e interesada Consuelo. Lorenzo empieza a sentir algo más que amistad por Rebeca, Luis Gerardo lleva al límite su deseo por Rosario, quien quiere averiguar acerca de su pasado, el cual es celosamente protegido por Cristina y Patricia, misteriosas primas de Rebeca, y Antonia encuentra a su antiguo ex-hijastro, Gabriel, quien sospecha que ella es Florencia, la desaparecida viuda de su padre quien es la principal sospechosa del homicidio de este, y que también ama a Rosario.

## Elenco
- Laura León - Rebeca Molina de Domínguez
- Carlos Bonavides - Luis "Huicho" Domínguez López
- Sergio Goyri - Jorge Domensain
- Sasha Sokol - Rosario "Charo" Domínguez
- Lorena Herrera - Antonia Fernández Lizarraga de Domensain / Amelia de Bausate / Florencia de Robledo / Roberta de Reyes Retana / Isabel Villagrán
- Claudio Báez - Sergio Domensain
- Luz María Jerez - Cristina Molina
- Sergio Sendel - Luis Gerardo Domínguez
- Rodrigo Vidal - Diego Rodríguez
- Martha Julia - Consuelo Flores
- José Ángel García - Esteban Mireles
- Marcelo Buquet - Lorenzo Domensain
- Sussan Taunton - Deborah Domensain
- Leonor Llausás - Doña Anita López de Domínguez[1]
- Yaxkin Santalucía - Pepe Domínguez Molina
- Diego Luna - Quique Domínguez Molina
- Elsa Navarrete - Concepción "Conchita" Domínguez Molina
- Irina Areu - Tracy Smith
- Gabriela Araujo - Patricia Molina
- Magdalena Cabrera - Fulgencia Pérez
- Eugenio Cobo - Victor González
- Mónica Dossetti - Karla Greta Reyes Retana y de las Altas Torres
- Manuel Ojeda - Don Javier
- Héctor Suárez Gomís - Gabriel Robledo
- Yolanda Ciani - Gladis
- Roberto Tello - El Carnicero / Ángel Gómez
- Sergio DeFassio - Cosme Gutiérrez / Demetrio Iregaray de Fuentes y Mares
- Ricardo Silva - Agustín Villagrán
- Aarón Hernán - Don Gilberto
- Carlos Durán - Don Federico Estrada
- Antonio Escobar - Rodrigo
- Lorena Tassinari - Reyna Sánchez (#1)
- Gabriela Arroyo - Reyna Sánchez (#2)
- Patricia Álvarez - Mimí
- José Luis Rojas - Hipólito "Cachito"
- Anghel - Etelvina
- Alfonso Mier y Terán - Toby Reyes Retana y de las Altas Torres
- Alejandro Villeli - Aristóteles
- Marita de Lara - Pocahontas
- José Antonio Iturriaga - Nemesio
- Anthony Álvarez - El Tiburón
- Perla Encinas - Elizabeth Domínguez Molina
- Laura Forastieri - Irene
- Luis Couturier - Anthony Wilson
- Marina Marín - Bety
- Rodrigo Ruiz - Carlos Fernández
- Rodrigo Abed - Gustavo
- Galilea Montijo - Lilí
- Ramón Valdez Urtiz - Jorgito Domensain
- Marco Antonio Regil - Toño
- Francisco Mendoza - Alex
- Salvador Garcini - Juan, productor de "De todo un poco"
- Vanessa Angers - Gema
- Dinorah Cavazos - Iris
- Annette Cuburu - Tracy (joven)
- Jorge Becerril - Cuarto Round / José Ospina
- Oyuki Manjarrez - Lolita
- Fernando Manzano - El Hidráulico
- Anadela - Ella misma (trapecista de circo)
- Osvaldo Benavides - Chicles
- Zayda Castellón - Pascuala
- Ranferi Negrete - Damián
- Juan Romanca - Comandante Hugo Ortega
- Rodolfo de Alejandre - Pollo
- Sylvia Valdés - Ruperta
- Alberto Lotzin - Mayordomo de los Reyes Retana y de las Altes Torres
- Jessidey Green
- Iván Perea - El Perico / Omar Sánchez
- Jeanette Candiani
- Mónica Prado - Mamá de Mimí
- Alejandro Ávila - Hugo
- Octavio Menduet - Comandante Torres
- Mariana Huerdo - Andrea
- Jonathan - Jonathan
- Archie Lafranco - Daniel
- Genoveva Pérez - Madre Superiora

## Equipo de producción
- Idea original: Emilio Larrosa
- Escritores: Verónica Suárez, Alejandro Pohlenz
- Edición literaria: Saúl Pérez Salas
- Tema musical: El premio mayor
- Autores: Emilio Larrosa, Miguel Escalante
- Intérprete: Laura León
- Ambientación: Guadalupe Frías
- Escenografía: José Luis Gómez Alegría
- Dirección de arte: Ignacio Lebrija, Gerardo Gómez Lapena
- Diseño de vestuario: Martha Leticia Rivera, Miriam Guerrero, Diana Ávila
- Musicalizador: José de Jesús Ramírez
- Edición: Adrián Frutos Maza, Juan Carlos Frutos
- Coordinación administrativa: Elizabeth Olivares
- Jefe de locaciones: Sergio Sánchez
- Jefe de reparto: Rodrigo Ruiz
- Coordinación de producción: Víctor Vélez, Saúl Ibarra
- Jefes de producción: Claudia Colombón, Lourdes Salgado
- Gerente de producción: Arturo Pedraza Loera
- Director de cámaras en locación: Luis Monroy
- Director de escena en locación: Carlos Miguel
- Director de cámaras: Ernesto Arreola
- Director de escena: Salvador Garcini
- Productor: Emilio Larrosa

## Premios y nominaciones

### Premios TVyNovelas 1996
| Categoría             | Nominado(a)                                      | Resultado |
| --------------------- | ------------------------------------------------ | --------- |
| Lanzamiento masculino | Carlos Bonavides                                 | Ganador   |
| Mejor idea original   | Emilio Larrosa Verónica Suárez Alejandro Pohlenz | Ganadores |
| Mejor escenografía    | Arq. José Luis Gómez Alegría                     | Ganador   |

### Premios ACE New York 1996
| Categoría                | Nominado(a)      | Resultado |
| ------------------------ | ---------------- | --------- |
| Figura masculina del año | Carlos Bonavides | Ganador   |
| Figura femenina del año  | Laura León       | Ganadora  |